# Lars Fredriksen
Lars Andernach Fredriksen (* 8. Februar 1971 in Skien) ist ein norwegischer Pop-Sänger, der am Eurovision Song Contest 1998 teilnahm.

## Leben und Wirken
Lars Fredriksen begann bereits früh mit dem Singen. Er ist in Norwegen vor allem als Solist vieler Lieder des 1988 gegründeten Oslo Gospel Choirs bekannt, so zum Beispiel 1992 durch ihr norwegisches Weihnachtslied En stjerne skinner i natt (dt. „Ein Stern scheint in der Nacht“), das später in zahlreiche Gesangbücher aufgenommen, ins Schwedische übersetzt (En stjärna lyser så klar) und von zahlreichen anderen Sängern interpretiert wurde, beispielsweise auf Schwedisch von Carola Häggkvist. Mit dem Oslo Gospel Choir reiste er in verschiedene Länder, und sie verkauften über 700.000 CDs.
Am 28. Februar 1998 gewann Fredriksen den norwegischen Vorentscheid Melodi Grand Prix zum Eurovision Song Contest mit dem Titel Altid sommer (dt.: „Immer Sommer“) von David Eriksen, sodass er für Norwegen zum Wettbewerb nach Birmingham fahren durfte. In Birmingham erreichte das Lied einen guten achten Platz. 1999 veröffentlichte Fredriksen das Album Pleased to Meet You.